# わがままジュリエット
「わがままジュリエット」 (WAGAMAMA JULIET) は、日本のロックバンドであるBOØWYの楽曲。
1986年2月1日に東芝EMIのイーストワールドレーベルから3枚目のシングルとしてリリースされた。作詞・作曲は氷室京介、編曲・プロデュースは布袋寅泰が担当している。
前作「BAD FEELING」（1985年）よりおよそ6か月ぶりにリリースされたシングルであり、4枚目のアルバム『JUST A HERO』（1986年）からの先行シングルとなった。イメージによる言葉で制作された難解な歌詞と歌謡曲を思わせるロマンティックな曲調を持つ楽曲。解散に至るまでの全てのライブで演奏されており、同バンドの代表曲となっている。
本作はオリコンシングルチャートにおいて最高位39位となった。後に制作者である氷室によってセルフカバーされた他、Ryoji（ケツメイシ）やPERSONZによってカバーされている。

## 背景
前作にあたる12インチシングル「BAD FEELING」リリース後、月一度の編成会議において次作シングル候補に関してスタッフ間で話し合いが行われ、有力候補となったのがB面曲であった「NO. NEW YORK」を改めてA面曲としてリリースするという案であった。しかし過去作よりも最新作に神経を集中させていたBOØWYメンバーはこの提案に強く反対し、アルバム『JUST A HERO』の制作に着手する事となった。氷室はスタッフに対し「もっといい曲を書くからもう少し待ってほしい」と伝え、その後に本作が制作された。

## 録音、制作
布袋寅泰が当時の妻である山下久美子のレコーディングに参加していたこともあり、この曲の作曲に当たっては氷室が初めて4chMTRで打ち込みやフルパートの演奏を自ら行ってデモテープを作成した。曲タイトルは英語詞の仮歌の段階からすでに「わがままジュリエット」とされていた。
アルバム『JUST A HERO』制作の過程で、レコード会社はシングル候補曲としてロックバンド然とした「ROUGE OF GRAY」を推しており、一時期はアルバムタイトルの候補にもなった。しかしディレクターの子安は会議の席で本作をシングル候補として提示し、会議内で試聴が行われた結果「これはBOØWYではない」という意見が多く出される事態となった。BOØWYの楽曲は8ビートのロックチューンという認識が高かったために起きた反応であると子安は推測している。しかし、BOØWYのバンドとしてのステップアップが掛かった重要な局面であった事から同会議において本作のリリースが決定された。リリースから数年後にとあるアーティストから、学生時代にラジオで本作を聴いた際に「日本の音楽が変わった」とショックを受けた話を伝えられた子安は「この曲をシングルに選んで良かった」との感想を持った事を述懐している。
氷室はこの件に関して、アルバムレコーディング時にシングルに最適な曲であるとしてスタッフに選定されたと述べており、シングル1枚でBOØWYの全てを語る事は不可能である事から、「第三者にとって、その曲が一番わかりやすいんなら、シングルになってもいい」との事で了承した。またインタビュアーからアルバム完成の段階でどの曲をシングルカットしても問題ない程の完成度かと問われた氷室はこれを肯定している。

## 音楽性、構成
『音楽誌が書かないJポップ批評43 21世紀のBOØWY伝説』にてライターの安部薫は、氷室制作の曲であるため「ロマンティックな歌謡曲」の手触りを強く感じると述べた他、「イメージの断片が散りばめられた歌詞は難解」であると指摘した。しかし理解しやすいメロディと余白の暗示に対してもつい耳を傾けたくなる「かなり深みのある曲」と評価した。
B面曲である「BEGINNING FROM ENDLESS」は布袋作曲のインストゥルメンタル曲であり、本シングルではライブ音源を収録している。1984年頃からライブのオープニングSEとして使用されていた曲で、1985年のライブツアー「BOØWY'S BE AMBITIOUS」でも使用された。曲の後半部分にアルバム『MORAL』（1982年）に収録されている楽曲「ENDLESS」のフレーズが登場する。
「GIVE IT TO ME (LIVE VERSION)」はアルバム『MORAL』収録曲のライブバージョンである。本シングルでは「BOØWY'S BE AMBITIOUS」ツアーで演奏されたライブ音源が収録されており、それ以降のライブでもこのバージョンで演奏されていた。『MORAL』収録のオリジナル・バージョンとはアレンジが全く異なっているだけでなく、オリジナルにはない歌詞も追加されている。エンディング後に聴こえるギターは、アルバム『INSTANT LOVE』（1983年）収録曲である「MY HONEY」のライブ演奏時におけるイントロ部分であり、メビウス奏法と呼ばれていた。

## リリース
1986年2月1日に東芝EMIのイーストワールドレーベルから7インチレコードの形態で本作はリリースされた。B面が2曲入りの変則的なシングルであり、33回転で収録されている。
1989年5月24日には8センチCDの形態で再リリースされた。2013年2月27日にはCD-BOX『BOØWY SINGLE COMPLETE』に収録されて再リリースされた。
B面曲の「BEGINNING FROM ENDLESS」および「GIVE IT TO ME (LIVE VERSION)」はアルバム未収録となっていたが、1991年12月24日リリースのCD-BOX『BOØWY COMPLETE』の10枚目のアルバム『“SPECIALS”』にて初収録された。

## プロモーション
BOØWYとして初の本格的なミュージック・ビデオが作成された他、フジテレビ系深夜番組『オールナイトフジ』（1983年 - 1991年）やフジテレビ系音楽番組『夜のヒットスタジオDELUXE』（1985年 - 1989年）を中心としたテレビ出演等のプロモーション活動を行っている。
1986年3月3日放送の『オールナイトフジ』では本作の他に「JUSTY」、「ミス・ミステリー・レディ」が演奏されている。同年3月5日放送の『夜のヒットスタジオDELUXE』においてBOØWYは初出演となり、本作を演奏した。その際に氷室の初恋の人物が登場するシーンが放送されたが、高橋まことの自著『スネア』によると番組側からこの企画を打診された氷室は快諾したものの後に後悔し、氷室による「テレビに出るのが大好きです」との発言は「完全に皮肉だった」と記されている。

## チャート成績
オリコンシングルチャートにおいて、リリ－ス当初は最高位53位、登場週数9回で売り上げ枚数は2.6万枚となった。最終的には同チャートにおいて最高位39位の登場回数12回で売り上げ枚数は3.6万枚となった。

## ミュージック・ビデオ
BOØWY初の本格的なビデオ・クリップとして制作された。監督は映像ディレクターの前嶋輝。ストーリーとしては少女（リサ・ハイダー）が森の中の洋館に迷い込み、封印された本を読んだことで命の危険にさらされるが、一命を取り留めるという物で、BOØWYのメンバーは氷室はビデオの所々に登場するが、他の3人は終盤のそれぞれ演奏しているワンシーンしか登場しない。
当時にテレビ放映された他、ライブビデオ『BOØWY VIDEO』（1986年）にも一部収録されている。その後、フルバージョンがビデオ『SINGLES OF BOØWY』（1991年）に収録された。オリジナル音源はフェードアウトだが、ビデオ音源ではフェードアウトすることなく、最後まで演奏されている。ビデオバージョンはCD化されていない。

## ライブ・パフォーマンス
ライブでは歌詞中の「何一つ~」の部分を「何にもこの手に~」と変更されて歌唱されている。
ライブでは、シンセやBメロのコーラス・サビの氷室によるハモリのパートをMTRで流しているため、ドラムの高橋まことがヘッドフォンをして同期のクリック音を聞きながら演奏している。コンサートツアー「ROCK'N ROLL REVIEW DR.FEELMAN'S PSYCHOPATHIC HEARTS CLUB BAND TOUR」における1987年10月16日の宮崎市民会館公演では勢い余ってヘッドフォンが外れてしまい、PAエンジニアの森山朝雄がすぐに「同期の音を切って」とスタッフに指示を出す事態となった。

## カバー
- 氷室京介
  - 『Case of HIMURO』（2003年）
  - 『L'EPILOGUE』（2016年）[15][16]
- Ryoji from ケツメイシ - 『BOØWY Tribute』（2003年）[17]
- ヴォーガス イマージュ - 『BOØWY Respect』（2003年）[17]
- PERSONZ - 『BOØWY meets PERSONZ〜GIRLS, WILL BE GIRLS〜』（2009年）[18][19]

## シングル収録曲
| 全編曲: 布袋寅泰。 |                                    |           |           |       |
| #                  | タイトル                           | 作詞      | 作曲      | 時間  |
| 1.                 | 「わがままジュリエット」           | 氷室京介  | 氷室京介  | 4:34  |
| 2.                 | 「BEGINNING FROM ENDLESS」         |           | 布袋寅泰  | 3:16  |
| 3.                 | 「〜GIVE IT TO ME (LIVE VERSION)」 | 氷室京介  | 氷室京介  | 4:07  |
| 合計時間:          | 合計時間:                          | 合計時間: | 合計時間: | 11:57 |

## スタッフ・クレジット

### BOØWY
- 氷室京介 - ボーカル
- 布袋寅泰 - ギター
- 松井恒松 - ベース
- 高橋信 - ドラムス

### スタッフ
- 布袋寅泰 - サウンド・プロデューサー
- 佐久間正英 - サウンド・アドバイザー
- マイケル・ツィマリング - レコーディング・エンジニア
- 小野誠彦 - レコーディング・エンジニア、マスタリング・エンジニア
- 糟谷銑司（ユイ・ロック・プロジェクト） - プロダクション・プロデューサー
- 子安次郎（東芝EMI） - レコーディング・ディレクター
- 土屋浩（ユイ音楽工房） - プロダクション・マネージャー
- 後藤由多加 - エグゼクティブ・プロデューサー
- 石坂敬一 - エグゼクティブ・プロデューサー

## 収録アルバム
スタジオ音源
- 『JUST A HERO』（1986年）
- 『“SINGLES”』（1988年）
- 『THIS BOØWY』（1998年）
- 『THIS BOØWY DRAMATIC』（2007年）
- 『BOØWY THE BEST "STORY"』（2013年）

ライブ音源
- 『“GIGS” JUST A HERO TOUR 1986』（1986年） - 1986年5月1日の高崎市文化会館公演から収録。
- 『“LAST GIGS”』（1988年） - 1988年4月5日の東京ドーム公演から収録。
- 『“GIGS” CASE OF BOØWY』（2001年） - 1987年7月31日のワールド記念ホール、1987年8月7日の横浜文化体育館公演から収録。
- 『GIGS at BUDOKAN BEAT EMOTION ROCK'N ROLL CIRCUS TOUR 1986.11.11〜1987.02.24』（2004年） - 1987年2月24日の日本武道館公演から収録。
- 『“GIGS” CASE OF BOØWY COMPLETE』（2007年）
- 『“LAST GIGS” COMPLETE』（2008年）
- 『“GIGS” JUST A HERO TOUR 1986 NAKED』（2012年） - 1986年7月2日の日本武道館公演から収録。

## リリース履歴
| No. | 日付          | レーベル                                    | 規格              | 規格品番   | 最高順位 | 備考                          |
| --- | ------------- | ------------------------------------------- | ----------------- | ---------- | -------- | ----------------------------- |
| 1   | 1986年2月1日  | 東芝EMI／イーストワールド                   | EP                | WTP-17818  | 39位     |                               |
| 2   | 1989年5月24日 | 東芝EMI／イーストワールド                   | 8センチCD         | XT10-2354  | -        |                               |
| 3   | 2013年2月27日 | EMIミュージック・ジャパン／イーストワールド | ブルースペックCD2 | TOCT-98022 | -        | 『BOØWY SINGLE COMPLETE』収録 |